# Fluorure de nitrosyle
Le fluorure de nitrosyle est un composé chimique de formule brute NOF utilisé comme agent de fluoration.

## Production et synthèse
Étant très réactif, ce composé est généré in-situ par réaction entre le fluorure d'hydrogène et le nitrite de sodium.
{\displaystyle HF+NaNO_{2}\rightarrow NOF+H_{2}O+NaF}